# Schlüsselübergabe (Perugino)
Die Schlüsselübergabe oder Christus übergibt die Schlüssel an Petrus ist ein 335 × 550 cm großes Fresko, das Pietro Perugino mit Helfern in den Jahren 1481–1482 schuf. Es ist Teil der mittleren Bildreihe in der Sixtinischen Kapelle im Vatikan.

## Geschichte
Im Jahr 1480 arbeitete Perugino in Alt-St. Peter, wo er im Auftrag von Sixtus IV. eine Kapelle mit Freskenmalerei ausstattete, so dass er unmittelbar darauf den neuen Auftrag zur Dekoration der wiederaufgebauten Papstkapelle erhielt, die später zu Ehren des Papstes Sixtinische Kapelle genannt wurde. Bei diesem Projekt wurde er bald von einem Team florentinischer Maler unterstützt, das von Lorenzo de Medici geschickt wurde.
Das Thema der Dekoration war die typologische Entsprechung zwischen der Geschichte Moses und der Jesu Christi, die Kontinuität zwischen dem Alten und dem Neuen Testament und die Übertragung des göttlichen Gesetzes von den Gesetzestafeln auf die Botschaft Jesu. Indem Jesus dem Jünger Petrus die Schlüssel des Himmelreichs übergab (Mt 16,18–19 ), legitimierte er die Macht, Autorität und Unfehlbarkeit seiner Nachfolger, d. h. der Päpste. Die Maler der Sixtinischen Kapelle hielten sich an gemeinsame Bildkonventionen, um das Werk homogen zu gestalten, wie z. B. die Verwendung der gleichen Maßstäbe, rhythmischen Strukturen und Landschaftsdarstellungen; sie verwendeten eine einheitliche Farbskala sowie Goldverzierungen, um Flammen von Fackeln und Kerzen zum Leuchten zu bringen.
Perugino malte, unterstützt von zahlreichen Helfern, die die Größe eines solchen Werkes erforderte, darunter vom jungen Pinturicchio, mindestens sechs Szenen, von denen drei erhalten sind.

## Beschreibung und Stil

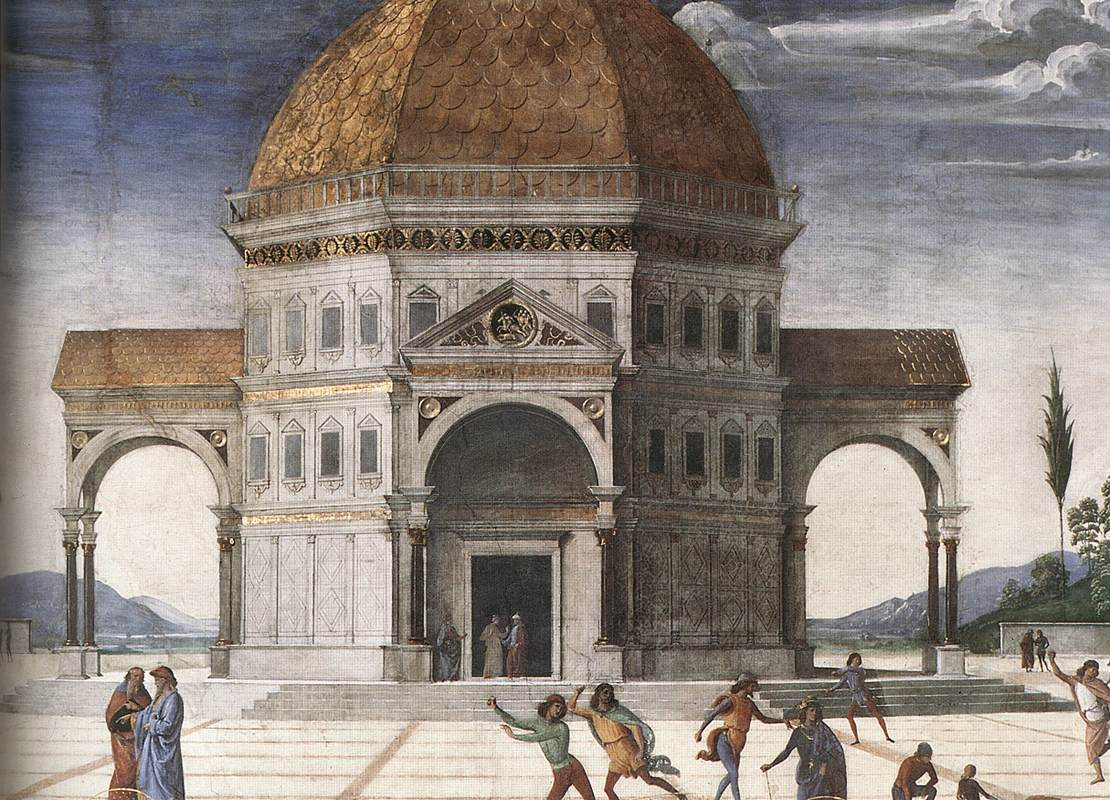
Detail

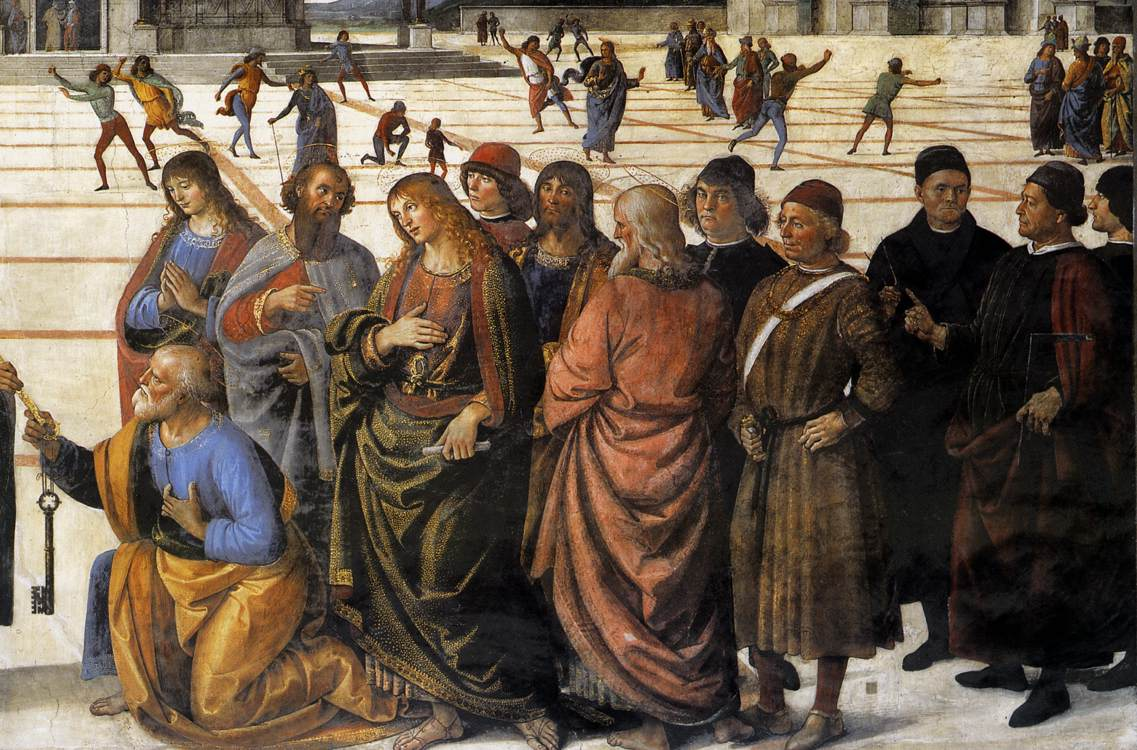
Detail

Die Szene der Schlüsselübergabe, die fünfte an der Nordwand vom Altar aus, ist für das im Bildkreislauf behandelte Thema von grundlegender Bedeutung, denn sie unterstreicht die Übertragung der geistlichen Vollmacht von Christus auf den Apostel Petrus und legitimiert den Papstprimat. Das Fresko, das auch aus rein ästhetischer Sicht zu den berühmtesten der Serie gehört, steht mit der gegenüberliegenden Seite in Verbindung, mit der Bestrafung der aufständischen Korachiten durch Mose von Botticelli, die die von Sixtus IV. gewünschte Botschaft weiter verdeutlicht: auf der einen Seite zeigt sie die Grundlage der Macht der Nachfolger Petri, auf der anderen Seite zeigt sie die Strafe, die jedem zuteilwird, der es wagt, ihm zu widersprechen.
Die Szene ist in zwei horizontale Bereiche gegliedert: eine mit den Figuren im Vordergrund und eine mit dem architektonischen Hintergrund, bevölkert von einigen viel kleineren Figuren. Im Vordergrund gibt Christus dem knienden Petrus die goldenen und silbernen Schlüssel des Paradieses, umgeben von anderen Aposteln, darunter Judas (fünfte Figur links von Christus, mit Geldbeutel), erkennbar an den Heiligenscheinen und von Porträts von Zeitgenossen, darunter ein angebliches Selbstbildnis von Perugino in dem schwarz gekleideten Mann, der in der rechten Gruppe auf den Betrachter schaut. Über dem Fresko von Perugino befindet sich die Inschrift CONTVRBATIO · IESV · CHRISTI · LEGISLATORIS („Anfeindung des Gesetzgebers Jesus Christus“), die mit der Inschrift CONTVRBATIO · MOISI · LEGIS · SCRIPTAE · LATORIS („Anfeindung des Mose, des Gebers des geschriebenen Gesetzes“) über dem Bild gegenüber korrespondiert.
Berühmt ist das Landschaftsbild, das die Hauptszene erweitert, umrahmt von den perspektivischen Linien eines Bodens mit großen Marmorfeldern auf einem mit monumentalen Gebäuden dekorierten Platz. Im Zentrum steht vor allem ein prächtiges Gebäude mit einem Zentralkörper und einer Kuppel, ein Symbol für die Universalität der päpstlichen Macht selbst sowie eine ideale Umsetzung des Tempels von Jerusalem: Es wurde auch in der Vermählung der Jungfrau in Caen mit der noch landschaftlich reizvolleren Variante der Mitteltür wiederverwendet, die einen die Landschaft sehen lässt. Diese überraschende architektonische Vision, die die Ideale der klassischen Perfektion der Renaissance zum Ausdruck bringt, wurde von Peruginos Schülern wie Pinturicchio in der Bufalini-Kapelle und vor allem Raffael in der berühmten Vermählung Mariä in der Pinacoteca di Brera aufgegriffen, bis Bramante sie in eine architektonische Nachbildung im Tempietto di Bramante einfließen ließ.
Auf beiden Seiten des Platzes befinden sich auch zwei Nachbildungen des Konstantinsbogens, eine Hommage an die Leidenschaft für die Antike, die in jenen Jahren die Kunstwelt rund um die Ewige Stadt prägte. Eine so rationale und systematische Anordnung lässt kaum bemerken, dass es absichtliche oder unbeabsichtigte Fehler in der Proportion zwischen den Figuren im Vordergrund und Hintergrund gibt. Dies zeigt sich besonders deutlich in der Größenordnung zwischen den Figuren im mittleren Band (die die beiden Episoden aus dem Leben Christi von der Zahlung der Steuern und der Steinigung Christi darstellen) und den Figuren in den Gebäuden, die nach den Bodenplatten, die sie trennen, noch kleiner sein sollten. Die lebendige Beweglichkeit der Nebenszenen verschwindet jedoch, wenn man sich die ruhigen Ausdrücke der Figuren im Detail ansieht und die Unfähigkeit des Malers erkennt, eine Dramatik zu vermitteln, als wären die Figuren nichts anderes als Schauspieler, mit Gesten, die nicht wirklich lebendig sind.
Betrachtet man die Prozession der Figuren im Vordergrund, so kann man sehen, wie sich die verschiedenen Haltungen rhythmisch wiederholen, um einen abwechslungsreichen, aber geordneten Verlauf zu schaffen, der als „musikalisch“ definiert wird. Der schwere Faltenwurf einiger Figuren orientiert sich an Verrocchio, sodass er oft die typische „Nasswirkung“ des Florentiner Meisters zeigt. Vor allem die elegante Gestalt des Apostels Johannes, die erste rechts von Petrus, scheint sich an dem Bronzechristus des Ungläubigen Thomas von Verrocchio in Orsanmichele zu orientieren. Andere Drapierungen hingegen fallen mit rhythmischen Falten, mit einer für den Künstler typischen Vielzahl.
Die Landschaft, die den Hintergrund abschließt, ist typisch für den Künstler, mit den sanften Hügeln, die mit schlanken Bäumen übersät sind, die in die Ferne zum Horizont hin verblassen und dank der präzisen atmosphärischen Darstellung durch die Farbperspektive das Gefühl der unendlichen Weite vermitteln.